# 七つの顔の男
『七つの顔の男』（ななつのかおのおとこ）は、1967年10月29日から1968年1月21日まで、NETテレビ（現・テレビ朝日）系列にて放映されたテレビドラマ。全13話、モノクロ作品。

## 作品概要
片岡千恵蔵主演により、大映、東映で製作された映画『多羅尾伴内』シリーズの内、第1作『七つの顔』、第2作『十三の眼』、第3作『二十一の指紋』などのストーリーを元に、高城丈二主演でテレビシリーズ化した作品。オリジナルの脚本を担当した比佐芳武は原作となっている。高城演じる主人公の役名は『飛鳥譲次』となり、飛鳥は名探偵の『伴大作』ほかに七変化して活躍、世間にはびこる様々な悪と秘密結社の陰謀に立ち向かい、事件解明のため対決してゆく。 
- 本作品は第1話「女はミニで勝負する」のOPとEDの映像が『東映TV主題歌大全集1 現代劇篇』に収録され、東映ビデオからLDとVHSで発売している。

- 東映チャンネルでもこれまでに第1話の放映もされていない為、ネガフィルム・ポジフィルム含めて現存は不明である。

- 全13話本編が収録されたDVD・ブルーレイの発売はされていない。

## 放映データ
- 放映期間：1967年10月29日 - 1968年1月21日
- 放映曜日・放映時間帯：毎週日曜日20時 - 20時56分
- 放映話数：全13話
- 放映形式：モノクロ16mmフィルム

### スタッフ
- 原作：比佐芳武
- プロデューサー：宮崎慎一、吉津正
- 脚本：伊上勝、今村文人、田中美樹、阿部桂一
- 監督：永野靖忠、渡辺成男、龍伸之介、小山幹夫
- 助監督：青木弘司 他
- 音楽：真鍋理一郎
- 制作：NET、東映テレビプロ

### 主題歌
- オープニング曲作曲：真鍋理一郎
- エンディング：『七つの顔の男』 歌：高城丈二 （作詞：滝田順、作曲：秋本薫）

## キャスト
- 高城丈二（飛鳥譲次 / 伴大作）
- 清水まゆみ
- 宮地晴子
- 潮万太郎
- 住吉正博
- 村上冬樹
- 二瓶秀雄
他

## 放映リスト
| 回数 | 放送日          | サブタイトル                | 脚本              | 監督     | ゲスト                                                           |
| ---- | --------------- | --------------------------- | ----------------- | -------- | ---------------------------------------------------------------- |
| 1    | 1967年 10月29日 | 女はミニで勝負する          | 伊上勝            | 永野靖忠 | 真理アンヌ、岩城力也                                             |
| 2    | 11月5日         | ゴールデン パイナップル作戦 | 今村文人          | 渡辺成男 | 滝瑛子、永井秀明、幸田宗丸                                       |
| 3    | 11月12日        | 暗殺プロフェッショナル      | 伊上勝            | 永野靖忠 | 竜崎一郎、牧紀子、 高橋正夫、丹羽又三郎                          |
| 4    | 11月19日        | 復讐は花束で                | 田中美樹          | 永野靖忠 | 斎藤チヤ子、伊沢一郎、 増田順司、松本朝夫                        |
| 5    | 11月26日        | ガールハンター              | 伊上勝            | 渡辺成男 | 万里昌代、磯村みどり、 長島隆一、水科慶子                        |
| 6    | 12月3日         | 吸血鬼は美女がお好き        | 伊上勝            | 龍伸之介 | 田中淳一、加藤博子、服部哲治                                     |
| 7    | 12月10日        | 生きていたビーナス          | 今村文人          | 永野靖忠 | 北原しげみ、江見俊太郎、 見明凡太郎、伊藤寿章                    |
| 8    | 12月17日        | 可愛いオモチャに 手を出すな | 阿部桂一          | 永野靖忠 | 瞳麗子、武藤英司、 服部マリ、黒丸良                              |
| 9    | 12月24日        | 東京で一番長い日            | 伊上勝            | 小山幹夫 | リンダ・ミラー、 八代真矢子（八代万智子）、 夏川かほる、江美京子 |
| 10   | 12月31日        | 白い影を追え!               | 阿部桂一          | 渡辺成男 | 川田信一、高城淳一、綾川香、 小瀬朗、木村一、大村文武            |
| 11   | 1968年 1月7日   | M・F極秘作戦                | 伊上勝            | 龍伸之介 | 高城淳一、倉田爽平、 久松保夫、小林重四郎                        |
| 12   | 1月14日         | シンデレラは ブーツで殺せ   | 今村文人 三芳加也 | 永野靖忠 | 白木マリ、佐伯徹、松本朝夫                                       |
| 13   | 1月21日         | 空から来た凄い奴            | 伊上勝            | 渡辺成男 | 南廣、青野平義、 東京子、園浦ナミ、水沢摩耶                      |